# Johnny Or
Johnny Or (títol original en anglès: Johnny Oro) és una pel·lícula italiana dirigida per Sergio Corbucci, estrenada el 1966. Ha estat doblada al català.

## Argument
En una petita ciutat, uns mexicans celebren un matrimoni, la núvia del qual no dona el seu consentiment; un cavaller vestit de negre i amb armes daurades, el caçador de primes Johnny Or, arriba per pertorbar la sortida de l'església...
En el saloon de la mateixa ciutat, un xèrif, honrat pare de família, acaba de calmar un indi mig begut.
Els dos homes estaran aviat obligats a fer causa comuna...

## Repartiment
- Mark Damon: Johnny Oro / Ringo
- Valeria Fabrizi: Margie
- Franco De Rosa: Juanito Perez
- Giulia Rubini: Jane Norton
- Loris Loddi: Stan Norton
- Andrea Aureli: Gilmore
- Pippo Starnazza: Matt
- Ettore Manni: Xèrif Bill Norton
- John Bartha: Bernard
- Silvana Bacci